# Трънак
Трънак е село в Югоизточна България. То се намира в община Руен, област Бургас.
Трънак е добре уредено село – електрифицирано и водоснабдено е. Жителите разполагат с кметство, училище, работещи магазини, аптеки, кафене, кръчма, джамии и поща. За здравето на местните жители са грижи един общопрактикуващ лекар, а медицински център функционира на територията на общинския център. Фатме Мехмед е кметът на селото.

## География
Село Трънак отстои на около 29 km от с. Руен, на 67 km северозападно от гр. Бургас и на 9 km югозападно от с. Струя. Климатът е преходно-континентален, зимата е сравнително мека поради близостта до морето, пролетта – хладна, лятото е горещо с голям брой слънчеви дни, а есента е продължителна и топла. Разположено е на 200 m надморска височина.
В близост до селото се намира язовир Цонево, който е подходящ за риболов.

## История
До 18 век оттам е минавал главният път от Северна България към Цариград. Все още могат да се забележат руини от наблюдателници, строени за охрана на пътуващите кервани.

## Население
Населението на село Трънак наброява приблизително 1246 души към 31.12.2013. На преброяването през 2011 година 96% от жителите на селото се определят като турци.

## Забележителности
- Късноантична и средновековна крепост „Калето“ се намира на около километър северно от центъра на Трънак, на скалист връх над левия бряг на река Коджа дере. Стените на крепостта са във вид на насипи, широки 6 – 7 m, високи до 4 m, на места с вътрешни и външни лица. Дебелината им е 2 – 4 m. В крепостта се открива керамика от края на IV – VII в. В южна посока от крепостта има стар път през река Луда Камчия за крепостта край с. Снягово.

- Скално образувание „Сиври кая“